# 718
| Calendário gregoriano                                                        | 718 DCCXVIII                    |
| Ab urbe condita                                                              | 1471                            |
| Calendário arménio                                                           | 167 – 168                       |
| Calendário bahá'í                                                            | -1126 – -1125                   |
| Calendário budista                                                           | 1262                            |
| Calendário chinês                                                            | 3414 – 3415                     |
| Calendário copta                                                             | 434 – 435                       |
| Calendário etíope                                                            | 710 – 711                       |
| Calendários hindus - Vikram Samvat - Calendário nacional indiano - Cáli Iuga | 773 – 774 639 – 640 3818 – 3819 |
| Calendário Holoceno                                                          | 10718                           |
| Calendário islâmico                                                          | 99 – 100                        |
| Calendário judaico                                                           | 4478 – 4479                     |
| Calendário persa                                                             | 96 – 97                         |
| Calendário rúnico                                                            | 968                             |
| Calendário solar tailandês                                                   | 1261                            |

718 (DCCXVIII na numeração romana) foi um ano comum do século VIII, do Calendário Juliano, da Era de Cristo, teve início e fim num sábado, com a letra dominical B.
| ano completo                   |
| ------------------------------ |
| Ano comum com início ao sábado |

## Eventos
- 15 de agosto — Fim do segundo cerco árabe de Constantinopla que durava há 13 meses, com a retirada das tropas do Califado Omíada.
- Pelágio das Astúrias revolta-se contra os muçulmanos.

## Nascimentos
- Abe — imperatriz do Japão, que reinou por duas vezes, adotando os nomes de Koken e Shotoku, e foi respectivamente o 46º e 48º imperador do Japão.
- Abedal Maleque ibne Omar — general do Alandalus, vizir do emir de Córdova Abderramão I  (m. 788).